# Quinto Fabio Máximo Gurges
Quinto Fabio Máximo Gurges  (m. 265 a. C.) fue un político y militar de la República Romana. Fue el hijo de Quinto Fabio Máximo Ruliano, y ostentó el consulado en 292, 276 a. C. y  265. Adquirió el agnomen de Gurges, o el glotón, debido al libertinaje de su juventud.

## Carrera
En 295 a. C. ocupó el cargo de edil curul y sancionó a varias mujeres de noble cuna por llevar una vida disoluta. Con el dinero obtenido por esas multas construyó un templo dedicado a Venus cerca del Circo Máximo.
Fue cónsul en 292 a. C., y fue totalmente derrotado por los samnitas pentrianos. Los adversarios de la casa de Fabio, de las casas Papiria y Claudia, se aprovecharon de esta derrota para soliviantar al pueblo contra los Fabios, y Quinto se escapó de la degradación del consulado sólo a través de la oferta de su padre para servir como su legado para el resto de la guerra. 
En una segunda batalla es en la que el cónsul consiguió su reputación: arrasó varias ciudades samnitas y fue premiado por ello con un triunfo. En la celebración de este triunfo, el viejo Fabio cabalgó al lado del carro de su hijo.
Por su éxito en esta campaña, Fabio dedicó un santuario a Venus Obsecuente, porque la diosa había sido obsecuente con sus oraciones.
En 291 a. C. fue procónsul en Samnio. Se encontraba asediando Cominium cuando el cónsul Lucio Postumio Megelo le apartó de forma arbitraria y violenta del ejército y de la provincia. Según los Fasti, se le concedió un nuevo triunfo por su proconsulado.
Fue cónsul por segunda vez en 276 a. C., año en el que obtuvo un segundo triunfo sobre Samnitibus Litcaneis et Bruttiis (Samnitas, Lucanos y Brucios). 
En 273 a. C. Fue enviado como legado romano a la corte de Ptolomeo II Filadelfo, rey de Egipto. Todos los presentes que Fabio y el resto de representantes de Roma recibieron del monarca egipcio fueron depositados en el tesoro público a su vuelta a Roma, pero un decreto del Senado romano decidió que los embajadores deberían quedárselos.
Cónsul por tercera vez en 265 a. C., con Lucio Mamilio Vítulo, Fabio fue enviado a ayudar al senado de Volsinii durante una revuelta de los plebeyos de esa ciudad contra la aristocracia. Fabio fue herido en una lucha feroz, y posteriormente murió. En el mismo año, su hijo, Quinto Fabio Máximo Verrucoso, que llegaría a ser cónsul cinco veces, y dos veces dictador, fue consagrado un augur. En un momento incierto antes de su muerte, Fabio fue nombrado princeps senatus, un puesto de honor que anteriormente había ocupado su padre y su abuelo, y que luego sería otorgado a su hijo.